# Unitat perifèrica de Kozani
La unitat perifèrica de Kozani (en grec: Νομός Κοζάνης) és una unitat perifèrica de Grècia. Es troba en un territori muntanyós, amb una altitud màxima de 2.111m (el Mont Askio). Només té dues valls: Kozani i Ptolemaida, i hi passa el riu Aliàkmonas, que desemboca al llac artificial de Polifitos. Correspon a l'antiga prefectura de Kozani.

## Economia i recursos naturals

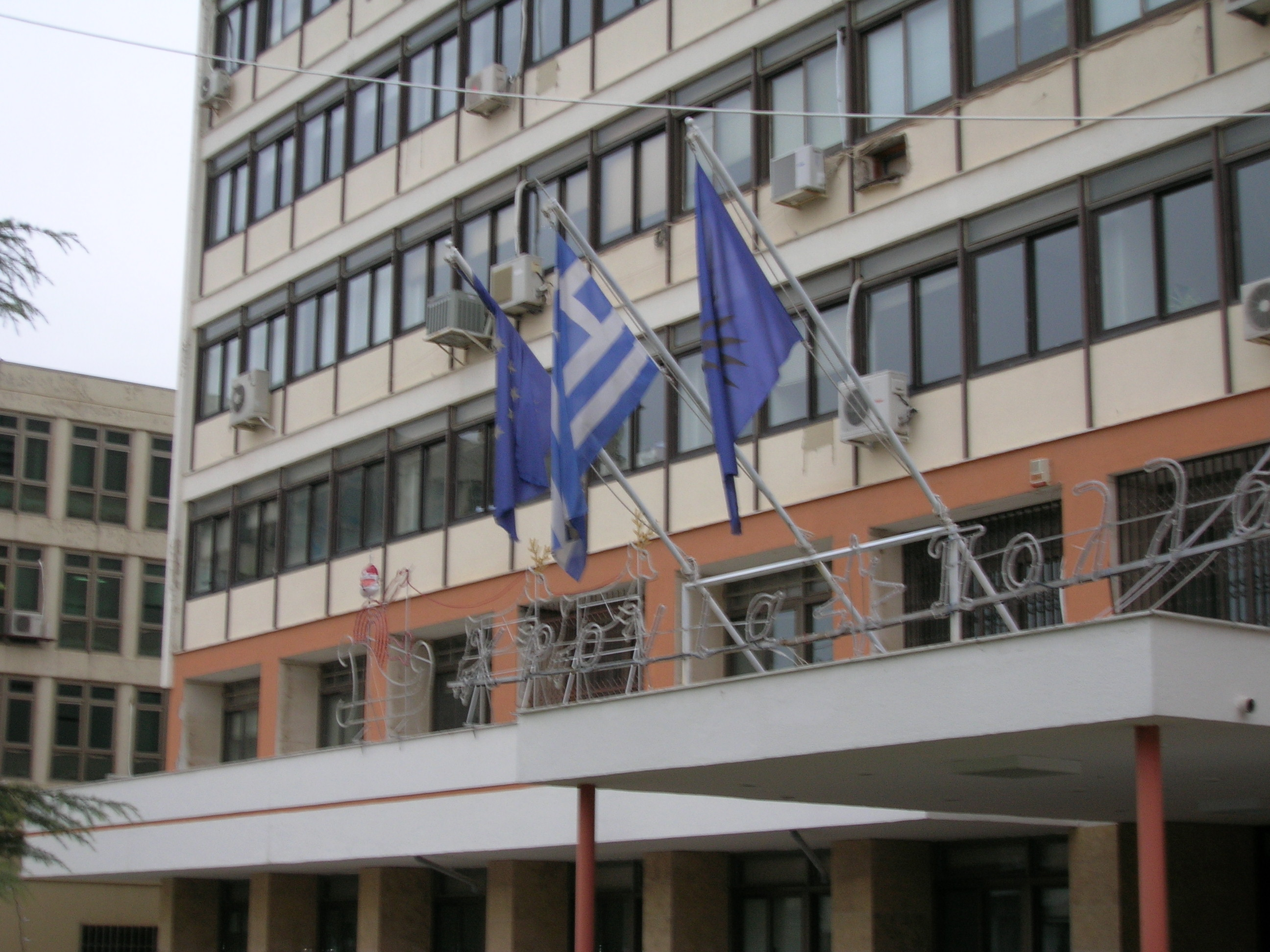
Edifici de la unitat perifèrica de Kozani a la capital

Els seus principals productes agrícoles són cereals, mongetes, ametlles, pomes, fruits secs i castanyes. Són importants les produccions de carn de vaca, xai, mantega, formatge i cuir. En aquesta terra és abundant el lignit, així com l'or i el marbre. La planta elèctrica de Ptolemaida produeix la majoria de l'electricitat de Grècia. La tradicional indústria de la pell i l'exportació és una gran font d'ingressos.